# Alopecurus pratensis
Alopecurus pratensis é uma espécie de planta com flor pertencente à família Poaceae. O nome comum é barba-de-bode.
A autoridade científica da espécie é L., tendo sido publicada em Species Plantarum 1: 60. 1753.

## Portugal
Trata-se de uma espécie presente no território português, nomeadamente no Arquipélago dos Açores.
Em termos de naturalidade é introduzida na região atrás indicada.

## Protecção
Não se encontra protegida por legislação portuguesa ou da Comunidade Europeia.